# 봉주르 (음식점)
북위 37° 31′ 27″ 동경 127° 17′ 22″ / 북위 37.524119°  동경 127.289365° 
봉주르(Bonjour)는 대한민국 경기도 남양주시 조안면 능내리에 위치한 음식점이다. 1976년에 개업하였으며, 2016년, 불법영업에 대한 강제조치로 폐업되었다. 그러다가 2018년 4월에 재개업을 하였다.

## 개요
1976년 양주군 와부면 능내리(현 남양주시 조안면 능내리)에 24제곱미터 크기의 음식점으로 양주군의 허가를 받아 세워졌다. 봉주르의 창업주는 본래 팔당댐 건설 인부들을 위한 음식점으로 허가를 받았다고 주장했다. 봉주르가 세워진 곳은 1975년에 상수원보호구역으로 지정된 지역인 팔당호변 지역으로 해당 지역은 법률 상으로는 음식점의 설립이 허가되지 않는 지역이다. 하지만 어떤 근거로 양주군청으로부터 허가가 되었는지 설명하는 기록은 1980년 양주군과 남양주군(1995년 미금시와 남양주군과 통합하여 남양주시로 승격)으로 분리되면서 허가 당시의 기록을 찾을 수 없다고 한다.
봉주르는 1982년 서울 대학로에서 생긴 봉주르라는 카페가 1992년에 현재의 봉주르로 불리는 곳(1976년에 세워진 곳)으로 이전하면서 봉주르로 불린것으로 추정된다.
봉주르 주변의 경치가 좋다는 소문으로 손님이 늘어나자 봉주르는 1993년에 처음으로 남양주시(당시의 남양주군)에 적발되었으나 1995년에 인근 개발제한구역까지 무단으로 점유해 시설과 주차장 등을 확장해 규모를 5300제곱미터로 확장했으며, 배출시설을 무단으로 설치해 많은 양의 오·폐수를 상수원으로 흘려보내기도 했다. 이 문제로 2003년부터 이행강제금, 과태료, 벌금 등을 내면서도 이행강제금, 과태료, 벌금 등보다 영업수익이 많아 2016년 폐업할때까지 운영되었다. 2003년부터 폐업한 해인 2016년까지 봉주르 업주가 낸 이행강제금은 3억 3300만원이었다.
2012년 이후에는 구 중앙선에 한강 자전거길까지 생겨 매출이 늘고, 직원 수도 100명이 넘기도 하였다. 봉주르의 연 매출은 신용카드 매출 기준으로 100억여원이었다고 한다.
2015년 8월, 남양주시가 봉주르의 업주를 검찰에 고발했으며 같은해 9월 1심 재판에서 징역 10개월을 선고받고 법정 구속되다가 2심에서 집행유예를 선고받았다. 그러나 의정부지방검찰청은 봉주르의 시설을 무단으로 증축 및 신축해 용도변경을 하고도 남양주시청의 시정명령을 이행하지 않았으며 2016년 4월 영업정치 처분을 받고도 같은해 6월까지 영업을 한 것을 들어 개발제한구역 지정 및 관리에 관한 특별조치법과 식품위생법 위반 혐의로 봉주르의 업주가 2016년 8월에 구속되었다. 봉주르 업주가 구속되기 전인 2016년 7월 6일에는 남양주시에서 봉주르에 대한 영업허가를 취소해 봉주르가 폐업되었으며, 같은해 8월 9일에는 봉주르의 일부 시설물이 남양주시에 의해 강제철거되었다. 남양주시청 관계자는 "봉주르가 북한강에서 추억을 안겨주면서 지역 명물로 자리매김했지만 대부분 불법시설인 데다 각종 규제에 막혀 양성화할 방법도 없어 아쉬워도 폐쇄할 수밖에 없다"고 밝혔다.
이후 의정부지방검찰청이 봉주르의 하수관 불법 확장 특혜 의혹 관련 수사로 2016년 10월 18일에 남양주시청에 대해 압수수색을 벌이기도 했다.